# 아부나
아부나(Abouna, Our Father)는 네덜란드에서 제작된 마하마트 살레 하룬 감독의 2002년 영화이다. 아히죠 마하마트 모우사 등이 주연으로 출연하였고 귀욤 드 세일레 등이 제작에 참여하였다.

## 출연

### 주연
- 아히죠 마하마트 모우사

### 조연
- 하제 파티메 느고아